# 風見梢太郎
風見 梢太郎（かざみ しょうたろう、1948年9月21日 - ）は、日本の小説家。

## 略歴
福井県敦賀市東洋町生まれ。キリスト幼稚園、市立南小学校から同気比中学に進む。父親の転勤により関西に移住後、甲陽学院高等学校から京都大学工学部に進学する。
1971年4月、電電公社（当時）の電気通信研究所に入所。1983年、日本民主主義文学同盟（現日本民主主義文学会）に加盟。主に研究所を舞台とした小説を発表。2008年1月～6月、甲陽学院高等学校をモデルにした長編小説『浜風受くる日々に』をしんぶん赤旗に連載し、10月、新日本出版社から刊行した。他の主な著作は『海岸隧道』（民主文学自選叢書）、『けぶる対岸』（新日本出版社）、『海蝕台地』（ケイ・アイ・メディア）、『神の与え給いし時間』（ケイ・アイ・メディア）など。2014年7月に『風見梢太郎 原発小説集』を発表した（民主主義文学会発行、光陽出版社発売）。原発問題を描いた長編『再びの朝（あした）』が2015年5月に新日本出版社から刊行された。『再びの朝（あした）』には京都大学時代の学生生活が詳細に描かれている。
日本科学者会議にも所属している。同会議が編集したブックレット『私たちは原発と共存できない』の冒頭に「私と原発」という一文を掲載している。